# Stegepande
En stegepande er et ofte cirkulært køkkenredskab med hank. Den har typisk en diameter på 35 cm og er 10 cm høj. Den sættes over ild eller på et el- eller gaskomfur og bruges til at stege madvarer på. Pander er typisk af metal eller ler og kan have forskellige belægninger, der forhindrer maden i at brænde på. For at sikre stegningen tilføjes ofte smør, margarine, olie eller en blanding af dem, et passende stykke tid før emnet lægges på.
Der er blevet brugt stegepander i Mesopotamien. De blev også brugt i Oldtidens Grækenland, hvor de blev kaldt tagēnon (græsk: τάγηνον) og Rom, hvor de blev kaldt patella eller sartago. Ordet pan på engelsk er afledt af det oldengelske panna.